# Băsești
Băsești (Szilágyillésfalva en hongrois) est une commune roumaine du județ de Maramureș, dans la région historique de Transylvanie et dans la région de développement du Nord-Ouest.

## Géographie
La commune de Băsești est située au sud-ouest du județ, à la limite avec le județ de Satu Mare et le județ de Sălaj, à 50 km de Baia Mare, la préfecture du județ.
La commune se compose des villages de Băsești (623 habitants en 2002), de Odești (506 habitants en 2002), de Săliște (123 habitants en 2002) et de Stremț (356 habitants en 2002).

## Démographie
En 1910, la commune comptait 2 636 Roumains (92,6 % de la population).
En 1930, les autorités recensaient 2 844 Roumains ainsi qu'une petite communauté juive de 87 personnes qui fut exterminée par les Nazis durant la Seconde Guerre mondiale.
En 2002, la commune comptait 1 517 Roumains (94,3 %) et une petite communauté de Roms comptant 89 personnes.
| 1880  | 1900  | 1910  | 1930  | 1956  | 1977  | 1992  | 2002  | 2007  |
| ----- | ----- | ----- | ----- | ----- | ----- | ----- | ----- | ----- |
| 2 442 | 2 665 | 2 847 | 2 993 | 3 087 | 2 675 | 1 880 | 1 608 | 1 559 |

## Personnes
Băsești est le lieu de naissance de deux personnes importantes dans l'histoire des Roumains et de la Roumanie.
- Gheorghe Pop de Băsești, (1835-1919), homme politique, défenseur des droits des Roumains au Parlement Hongrois, Président du Parti National Roumain.

- Decebal Traian Remeș, (1949-), ministre des Finances (1998-2000) et ministre de l'Agriculture en 2007.

## Lieux et monuments
- Monastère orthodoxe Saint Antoine.